# Taeniophyllum setipes
Taeniophyllum setipes är en orkidéart som beskrevs av Rudolf Schlechter. Taeniophyllum setipes ingår i släktet Taeniophyllum och familjen orkidéer. Inga underarter finns listade i Catalogue of Life.